# Bourg-Saint-Maurice
Bourg-Saint-Maurice település Franciaországban, Savoie megyében. Lakosainak száma 7228 fő (2022. január 1.). Bourg-Saint-Maurice Courmayeur, La Thuile, Beaufort, Les Chapelles, Landry, Peisey-Nancroix, Séez, Villaroger, Les Contamines-Montjoie és La Plagne Tarentaise községekkel határos.

## Népesség
A település népességének változása:
| Lakosok száma | 7174 | 7228 | 7675 | 7302 | 7252 | 7195 | 7160 | 7187 | 7228 |
|               | 2013 | 2015 | 2016 | 2017 | 2018 | 2019 | 2020 | 2021 | 2022 |